# Débélin
Débélin è un comune rurale del Mali facente parte del circondario di Bougouni, nella regione di Sikasso.
Il comune è composto da 9 nuclei abitati:
- Débélin
- Dialakoro
- Fiela
- Kodialan
- Kokouna
- Ouegnan
- Sounsounkoro
- Tiorola
- Zana